# Dirk Heerlijn
Derk (Dirk, Dick) Heerlijn ('t Zandt, 24 augustus 1913 - Groningen, 8 juni 1976) was een Nederlands verzetsstrijder tijdens de Tweede Wereldoorlog.
Heerlijn, zoon van Obbe Heerlijn (1878-1956) en Hendriktje Poort (1875-1959), woonde aan het Oosteinde in Meppel en was lid van het verzet aldaar. Hij verrichtte diverse koeriersdiensten. Hij was lid van de Meppelse Knokploeg en nam deel aan diverse gecoördineerde acties. Hij werkte samen met de pilotenhelper Peter van den Hurk om neergestorte piloten via de ontsnappingsroute per trein weg te krijgen via Limburg naar het bevrijde deel van Frankrijk en gaf veel steun aan Albert van Spijker toen deze zijn OD-organisatie op poten ging zetten in Meppel.
Heerlijn was getrouwd met Antje Huizinga (1918-2009) met wie hij een zoon kreeg. Heerlijn overleed in 1976 op 62-jarige leeftijd.